# Gruppo bancario
Il gruppo bancario è un gruppo societario commerciale avente la struttura di una holding di capitali, composta da banche.

## Italia

### Capogruppo
Ai sensi della legge italiana, il gruppo può essere composto in alternativa da:
- una banca italiana capogruppo e dalle società bancarie, finanziarie e strumentali da questa controllate;
- una società finanziaria capogruppo e dalle società bancarie, finanziarie e strumentali da questa controllate, quando nell'ambito del gruppo abbia rilevanza la componente bancaria, secondo quanto stabilito dalla Banca d'Italia, in conformità delle deliberazioni del CICR.[1]

Come accade per le imprese bancarie, il gruppo deve essere iscritto in un apposito albo tenuto dalla Banca d'Italia. La Banca d'Italia può procedere d'ufficio all'accertamento dell'esistenza di un gruppo bancario e alla sua iscrizione nell'albo e può determinare la composizione del gruppo bancario anche in difformità da quanto comunicato.
La capogruppo, che ha funzioni di vigilanza e controllo sulle controllate, comunica alla Banca d'Italia l'esistenza del gruppo bancario e la sua composizione aggiornata.

### Il vincolo del controllo
Il controllo sussiste anzitutto, nei casi previsti dall'articolo 2359 c.c. che possono esemplificarsi nel controllo azionario, nell'influenza dominante, ovvero in caso di vincoli contrattuali o statutari sussistenti fra le banche del gruppo e la controllante.
La legge stabilisce poi alcuni casi tassativi nei quali si presume esistente il controllo. Questo è il caso in cui sia possibile risalire a un soggetto che:
- in base ad accordi con altri soci, ha il diritto di nominare o revocare la maggioranza degli amministratori ovvero dispone da solo della maggioranza dei voti esercitabili nell'assemblea ordinaria;
- possiede una partecipazione idonea a consentire la nomina o la revoca della maggioranza dei membri del consiglio di amministrazione;

Da un punto di vista empirico, data una evoluzione del sistema creditizio - quello italiano, impostato su radici liberali e privatistiche - la strutturazione dell'attività bancaria corrisponde a fondamentali istanze di modernizzazione del sistema, ma anche a garanzie di funzionalità al controllo e vigilanza della Banca Centrale.
Dal punto di vista giuridico, l'emersione del fenomeno-gruppo avviene infatti in un contesto normativo di vigilanza, quello dettato dal Testo unico delle leggi in materia creditizia e bancaria, nonché dalla normativa regolamentare che in quello trova fondamento; dall'analisi del TUB, emerge che il gruppo è disciplinato in quanto soggetto alla cosiddetta vigilanza consolidata.
 
La vigilanza su di esso si esercita quindi ad opera della Banca d'Italia, ma per il tramite dei poteri della capogruppo, esplicantisi in poteri fondamentalmente informativi, ovvero, al limite, inibitori.